# Lagonoy
Lagonoy (Bayan ng Lagonoy) är en kommun i Filippinerna. Kommunen ligger på ön Luzon, och tillhör provinsen Camarines Sur. Folkmängden uppgår till 55 465 invånare.

## Barangayer
Lagonoy är indelat i 38 barangayer.
| - Agosais - Agpo-Camagong-Tabog - Amoguis - Bocogan - Balaton - Binanuahan - Burabod - Cabotonan - Dahat - Del Carmen - Ginorangan (Genorangan) - Gimagtocon - Gubat | - Guibahoy - Himanag - Kinahologan - Loho - Manamoc - Mangogon - Mapid - Olas - Omalo - Panagan - Panicuan - Pinamihagan - San Francisco (Pob.) | - San Isidro - San Isidro Sur (Pob.) - San Isidro Norte (Pob.) - San Rafael - San Ramon - San Roque - San Sebastian - San Vicente (Pob.) - Santa Cruz (Pob.) - Santa Maria (Pob.) - Saripongpong (Pob.) - Sipaco |